# أوج (الأردين)
أوج هي بلدية فرنسية تقع في إقليم الأردين في منطقة غراند إيست.   